# Сріблянка (притока Аджамки)
Сріблянка, Серебрянка — річка у Знам'янському районі Кіровоградської області, права притока Аджамки (басейн Південного Бугу).

## Опис
Довжина річки 13 км, похил річки — 3,5 м/км. Формується з декількох безіменних струмків та водойм. Площа басейну 106 км².

## Розташування
Сріблянка бере початок у селі Казарня. Тече на південний схід і в селі Суботці впадає в річку Аджамку, ліву притоку Інгулу за 44 км від її гирла.